# 桃舟乡
桃舟乡位于晋江西溪上游且是晋江西溪主溪的发源地，是中国福建省泉州市安溪县下辖的一个乡。

## 行政区划
桃舟乡共辖8个行政村，分别是：
桃舟村、下格村、莲山村、达新村、吾培村、康随村、南坑村、棠棣村。